# Gespringsbach
Der Gespringsbach ist ein knapp drei Kilometer langer Bach in unterfränkischen Landkreis Main-Spessart, der aus westsüdwestlicher Richtung kommend von links in den Leinacher Bach mündet.

## Geographie

### Verlauf
Der Gespringsbach entsteht im nordöstlichen Maindreieck auf der Marktheidenfelder Platte im Naturraum 133.01 Zellingen-Thüngersheimer Talweitung aus den Gespringsquellen  südwestlich von Zellingen. Der längste Quellast entspringt am Südwesthang der Gespringshöhe (219 m ü. NHN) in der Flur Gesprings Wiesel auf einer Höhe von etwa 205 m. Er fließt zunächst gut 200 m in südöstlicher Richtung durch eine Wiese und wird dann auf seiner rechten Seite durch die Abflüsse von drei weiteren Quellen gespeist.
Der derart gestärkte Gespringsbach schlägt nun einen sanften Bogen nach links und unterquert dabei die Anlagen der ICE-Strecke Hannover–Würzburg in Richtung Ostnordosten. Er läuft dann stark begradigt gut 200 m am südöstlichen Fuße der Gespringshöhe durch eine landwirtschaftlich genutzte Zone und wird danach auf seiner rechten Seite von einem aus dem Bartelsgraben im Südwesten herkommenden nur intermittierend wasserführenden Wald- und Feldbächlein gespeist. Gut 100 m später wechselt der Gespringsbach seine Richtung nach Osten und läuft am südlichen Fuße des Kirchberges (203 m), dem Ostsporn der Gespringshöhe durch eine Grünzone südlich an zwei kleinen Teichen vorbei. Er wird nun von der aus dem Birkenfelder Ortsteil Billingshausen nach Markt Zellingen führenden Staatsstraße St 2299 begleitet. Einen halben Kilometer später läuft dem nun ostnordostwärts fließenden Gespringsbache der aus dem Nordwesten heranziehende Riedbach zu. Etwa 200 m bachabwärts betrieb der Gespringsbach am Südwestrand von Zellingen einst die Riedmühle.
Der Bach unterquert nun bei der Storchsmühle noch die St 2300 und mündet schließlich nordwestlich der Billingshäuser Straße von links in den aus dem Süden heranfließenden Leinacher Bach.

### Zuflüsse
- Bartelsgraben[4] (rechts)
- Riedbach (links)